# Balerma
Balerma es una localidad y pedanía española perteneciente al municipio de El Ejido, en la provincia de Almería. Está situada en la parte meridional de la comarca del Poniente Almeriense. En plena costa mediterránea, cerca de esta localidad se encuentran los núcleos de Balanegra, Tarambana, Matagorda, Paraíso Al Mar y Guardias Viejas.

## Toponimia
El nombre moderno que conocemos hoy, Balerma, fue utilizado por primera vez hacia 1762. Anteriormente tuvo el nombre de Malerva, a veces escrito también como Malerba. Se especula que este topónimo derive de la fusión de los términos latinos mala y herba, debido al carácter salino de las tierras que la convertían en poco fértiles para la agricultura tradicional. Este nombre pudo mantenerse durante la dominación musulmana debido a que mala podría traducirse por sal en idioma árabe.

## Historia
El pueblo de Balerma se levantó en torno a la torre y pesquería de Malerva.
La torre estaba fortificada y fue levantada por Diego de Vargas y Carvajal, Correo Mayor de las Indias e hijo de Lorenzo Galíndez de Carvajal. La titularidad de la torre y la pesquería de Malerva continuaban figurando en la relación de posesiones de su descendiente José Miguel de Carvajal y Manrique, II Duque de San Carlos.
La torre llegó a tener doce metros de altura y sus restos se encuentran, sin ninguna señalización, en la actual plaza de Abastos y son conocidos popularmente como "La Cuevecilla".

## Demografía
Según el Instituto Nacional de Estadística de España, en el año 2021 Balerma contaba con 4619 habitantes censados, lo que representa el 5,5% de la población total del municipio.

### Evolución de la población
| Gráfica de evolución demográfica de Balerma entre 2011 y 2021 |
|                                                               |
| Datos según el nomenclátor publicado por el INE.              |

## Economía
En la actualidad la agricultura intensiva es la que más riqueza y empleo genera.
Tradicionalmente y hasta el primer tercio del siglo XX la actividad pesquera era la principal.

## Lugares de interés

### Torre de Balerma

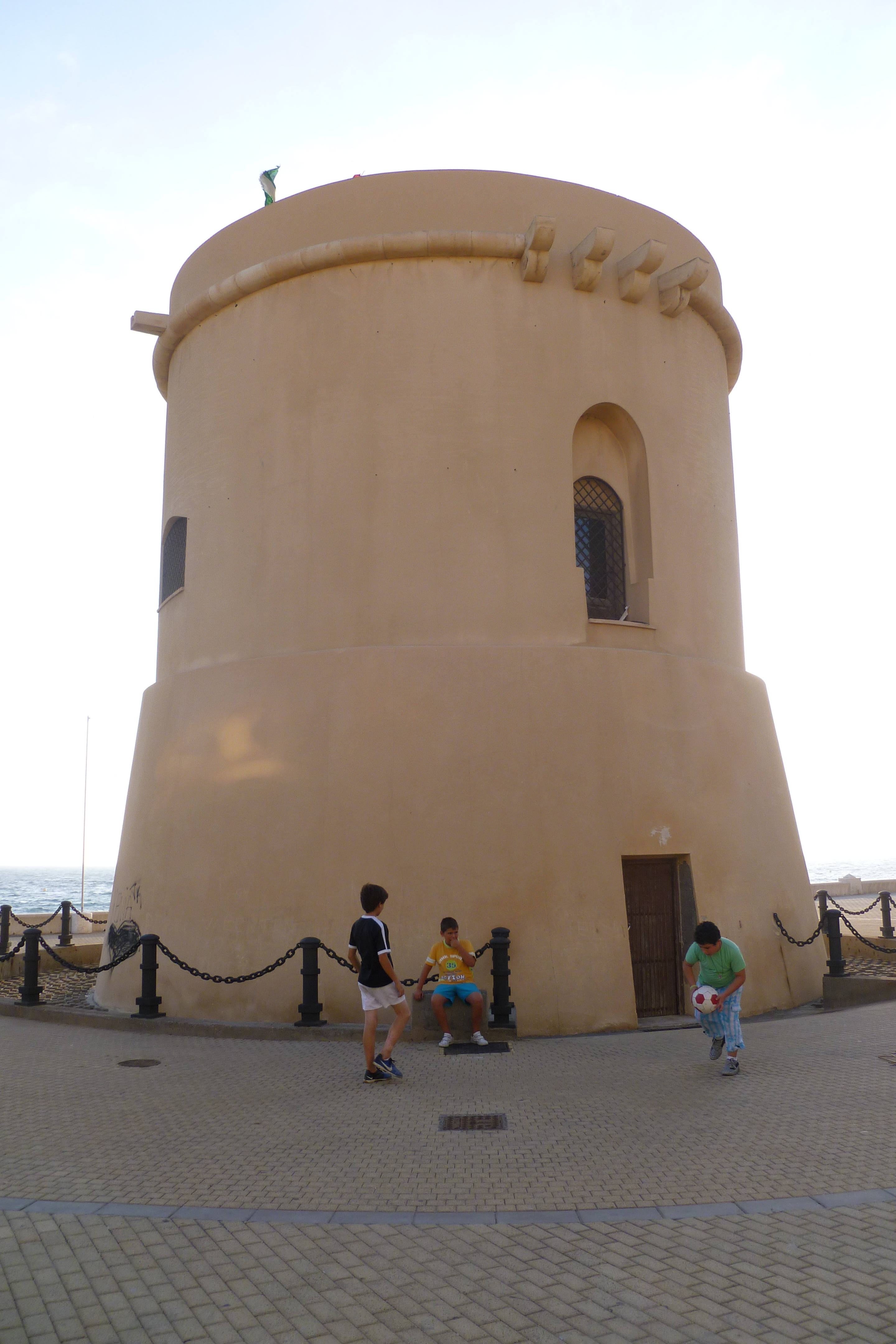
Torre de Balerma

Es Bien de Interés Cultural desde 1993.
Data del siglo XVIII, época en la que el rey Fernando VI mandó reforzar la defensa costera del Reino de Granada, expuesta a los ataques de la marina inglesa y holandesa. Anteriormente había existido en la zona una fortificación para la defensa de la pesquería de la zona.
En la segunda mitad del siglo XX se llevaron a cabo trabajos de consolidación y restauración.
Contaba con guarnición permanente y cañones. Formaba parte del conjunto de defensa litoral que se completaba con el Castillo de Guardias Viejas, la Torre de Punta Entinas y la Torre de los Cerrillos.

### Playa de Balerma
Con dos kilómetros, Bandera Azul y Q de Calidad, está dotada de medidas de accesibilidad, vigilancia y salvamento.

### Otros lugares de interés
Otros lugares de interés son la Iglesia de la Concepción, el búnker de la guerra civil española y la Fabriquilla. Además destaca el Jardín Botánico La Almunya del Sur.